# Graniczna (Wysoczyzna Elbląska)
Graniczna – wzniesienie o wysokości 153,9 m n.p.m. na Wysoczyźnie Elbląskiej, położone w woj. warmińsko-mazurskim, w powiecie elbląskim, na obszarze gminy Tolkmicko.
Niemieckie mapy podają wysokość wzniesienia wynoszącą 153,9 m n.p.m., zaś według zarządzenia zmieniającego nazwę wysokość wzniesienia wynosi 144 m n.p.m.

Nazwę Graniczna wprowadzono w 1958 roku zastępując niemiecką nazwę "Grenz Berg".
Na południowy zachód od wzniesienia w odległości ok. 1 km znajduje się najbardziej wysunięta na północ dzielnica Elbląga Próchnik.